# Parque Vigeland

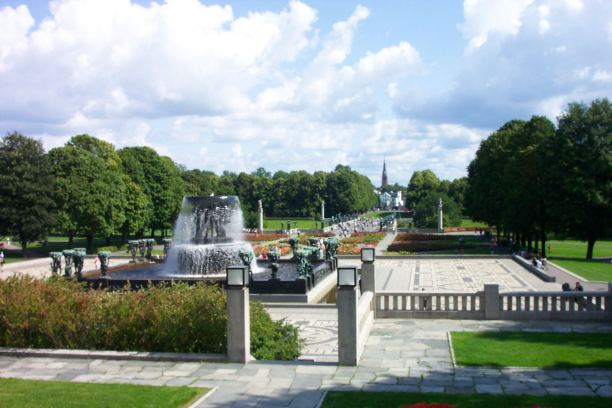
Vigelandsparken em Oslo, na Noruega

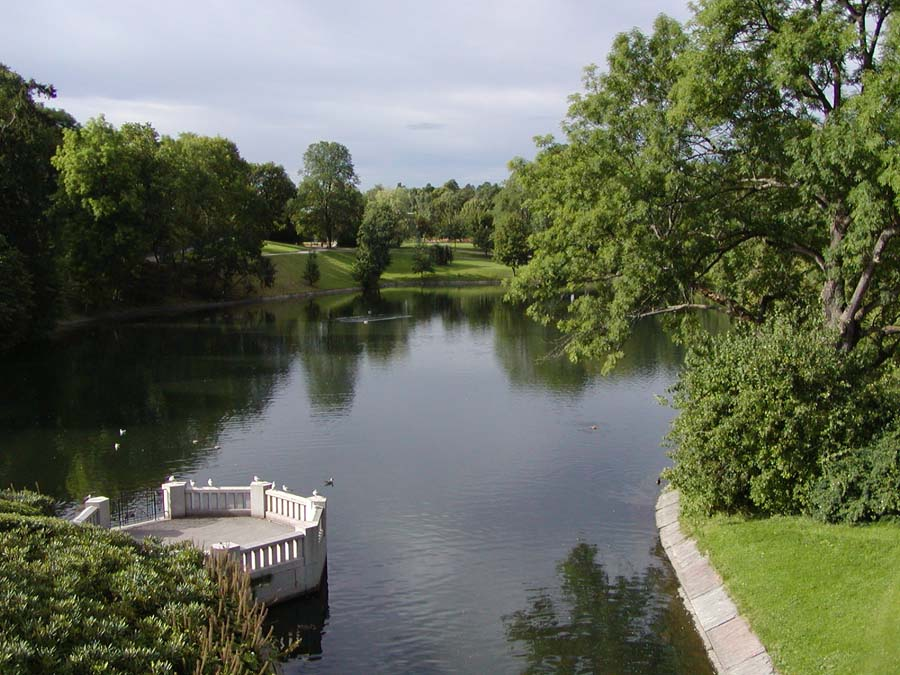
Parque Frogner, onde fica o parque das esculturas de Vigeland

O Parque Vigeland (Vigelandsanlegget) é uma área que fica situada no Parque Frogner, em Oslo, Noruega. Está localizado a 3 km do centro da cidade e cobre uma área de 320000 m2. É um local popular para exposições e atividades ao ar livre, como piqueniques e banho de sol. 
É constituído por 212 esculturas em bronze e granito da autoria do escultor norueguês Gustav Vigeland (1869-1943). As esculturas materializam inerências da existência humana, como o trabalho, a ira, a maternidade, o sexo, a fraternidade e etc. Na entrada principal do parque existem quatro grandes portões, que dão acesso a uma ponte, um obelisco, uma fonte e uma área recreativa para crianças. Na saída principal existe a escultura de quatro velhos levantando uma criança, que segundo Vigeland, é um símbolo de eternidade.

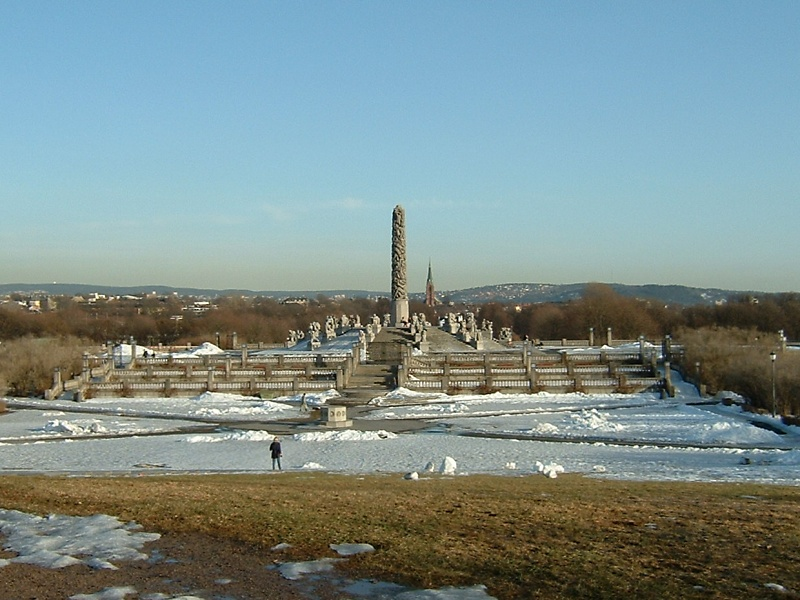
Vigelandsanlegget (Oslo)
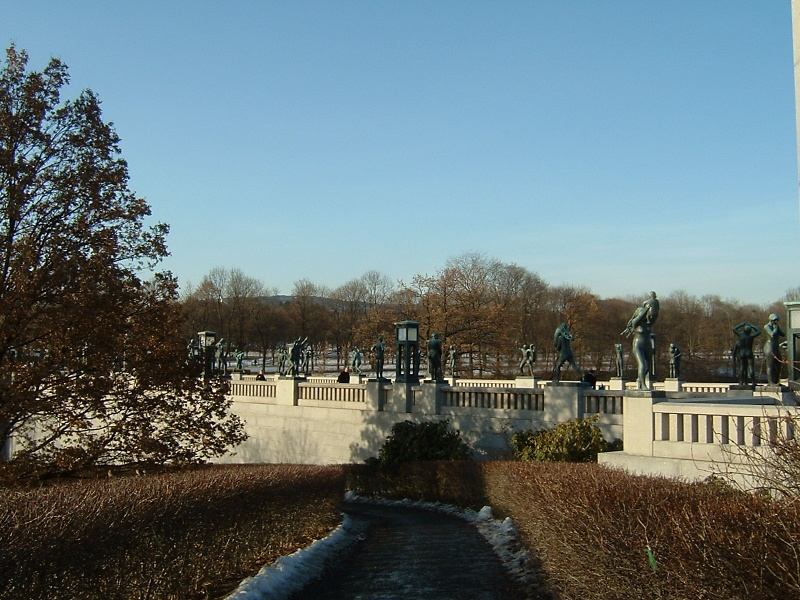
Vigelandsanlegget (Oslo)